# Lucio Cornelio Maluginense Uritino
Lucio Cornelio Maluginense Uritino (in latino: Lucius Cornelius Maluginensis Uritus; fl. 467-447 a.C.) fu console della Repubblica romana.

## Consolato
Lucio Cornelio Maluginense Uritino fu eletto console nel 459 a.C., con Quinto Fabio Vibulano, che era al suo terzo consolato.
Secondo lo storico Tito Livio, Lucio Cornelio si trovò a garantire la sicurezza di Roma da attacchi nemici, mentre Quinto Fabio guidò l'attacco contro i Volsci, trinceratisi davanti alla colonia di Anzio, di cui si temeva la defezione. Da Dionigi di Alicarnasso si rileva che Lucio Cornelio attaccò Anzio: vi portò l'assedio, quindi la conseguente vittoria sui Volsci ed i coloni romani ribellatisi alla madrepatria.
Pur se narrando diversamente, Livio e Dionigi sono concordi nell'attribuire a Quinto Fabio Vibulano la presa di Tusculum, espugnata precedentemente dagli Equi.
I due consoli, tornati a Roma, dove ottennero il trionfo, riuscirono ad impedire che si giungesse alla votazione della Lex Terentilia, perpetrando in tal modo la politica ostruzionistica del Senato, iniziata quattro anni prima.
Nel decimo censimento che fu consacrato alla fine del suo consolato, si contarono 117.319 cittadini romani.